# Габон
Габо́н (фр. Gabon), офіційна назва Габóнська Респýбліка (фр. République gabonaise)  держава на західному узбережжі Центральної Африки. Межує на північному заході з Екваторіальною Гвінеєю, на півночі з Камеруном, на сході і півдні з Конго. На заході омивається Атлантичним океаном. Площа становить 267,67 тис. км² (75-те місце у світі), з них 2,5 % зайнято внутрішніми водами. Населення становить 1,38 млн осіб (146-те місце у світі). Столиця — місто Лібревіль. Вважається однією з найбагатших країн Африки (3-тє місце після Екваторіальної Гвінеї та Сейшельських Островів).

## Географія
Держава розташована у Центральній Африці на східному узбережжі Гвінейської затоки. На північному заході межує з Екваторіальною Гвінеєю (спільний кордон — 350 км); на півночі — з Камеруном (298 км); на сході й півдні — з Республікою Конго (1903 км). На заході омивається водами Атлантичного океану, довжина берегової лінії — 885 км.
Внутрішня частина Габону — плоскогір'я та гори. Вздовж Атлантичного океану простягається низовина. Клімат субекваторіальний, на півночі — екваторіальний. Головна річка — Огове. Майже всю країну вкривають тропічні ліси, вузька прибережна рівнина піднімається до внутрішніх пагорбів і савани на сході та півдні.
Територію Габону ділять на чотири фізико-географічних райони:
- Прибережний район включає низькі покриті лісом гори Майомбе на півдні і низовину, видовжену вздовж всього узбережжя шириною від 30 до 200 км, яку перетинають нижні течії декількох річок, зокрема Огове, що є головною торговою артерією країни.
- Кришталеві гори на північ від річки Огове сильно розчленовані. Висоти коливаються 150—600 м. Річки утворюють пороги й водоспади. Найвищі і найбільші гори Габону — Шаю (Біроґу) на півдні країни досягають висоти 1580 м (гора Ібунджі).
- Плато Нтем висотою до 760 м, складене щільними древніми породами, міститься на північному сході країни — на схід від Криштальних гір і на північ від річки Огове. Річки, глибоко врізаючись у поверхню плато, утворюють численні пороги. Поширені вологі тропічні ліси.
- Плато Батеке — низьке плато висотою до 830 м, складене пісковиками. Це найбільш спекотний і сухий район країни.

Природний атомний реактор «Окло» — єдиний відомий природний атомний реактор на Землі. Його знайдено у вересні 1972 року. Реактор діяв близько 2 млрд років тому і «згас» близько 1900 млн років тому. З 1958 до 1990-х тут видобували уран з родовища «Окло».

## Історія

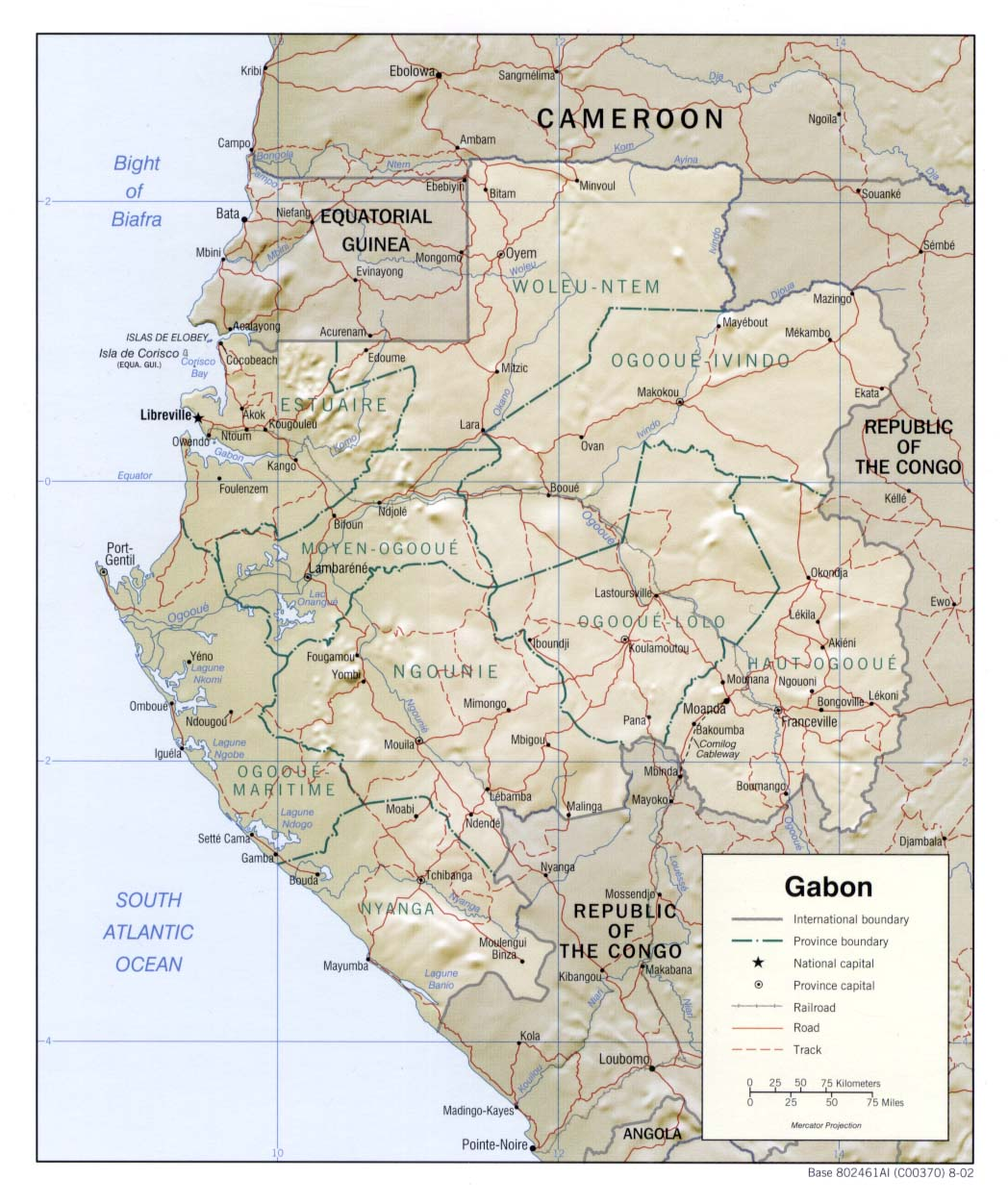
Мапа Габону

Габон — колишня частина Французького Конго з 1889 року, незалежність від Франції здобула 1960 року. 1968 року президент Омар Бонго встановив однопартійну форму правління. Попри авторитарність режиму, громадськість Габону не створювала опозиції Бонґо, 1986 року його переобрали, 1989 року відбулася спроба перевороту, спрямованого проти нього, втім, її придушили лояльні до президента війська. У вересні 1990 року вперше після 1964 проведено багатопартійні вибори. 2003 року затвердили поправку до конституції країни, згідно з якою, людина може бути обрана президентом необмежену кількість разів. 29 листопада 2005 року Бонґо на чергових президентських виборах отримав перемогу (майже 80 % голосів). 70-літний ель-Хадж Омар Бонґо займав свій пост 40 років, до самої смерті у 2007 році.
7 січня 2019 року відбулася невдала спроба державного перевороту. Кілька офіцерів спробували захопити владу. Вони записали відеоролик на місцевій радіостанції та поширили соцмережами. Але досить швидко (радіостанцію захопили зранку, а вже по обіді офіційна влада придушила заколот) заколотників схопили, у столицю Габону ввели війська.

## Політична система
Габон за формою правління є президентською республікою, глава держави — президент. Державний устрій — унітарна держава. На відміну від багатьох африканських країн у Габоні з моменту здобуття незалежності не було збройних конфліктів.

### Парламент

#### Політичні партії
- Габонська демократична партія (заснована 1968 року);
- Габонська партія прогресу;
- Рух за національне відродження (заснований 1981 року);
- Національне об'єднання «Лісоруби» (засноване 1990 року).

### Зовнішня політика

#### Українсько-габонські відносини
Уряд Габону офіційно визнав незалежність України 10 січня 1992 року. Дипломатичні відносини між Україною і Габоном встановлені 1 вересня 1993 року. Дипломатичних і консульських представництв в Україні не створено, найближче посольство Габону, що відає справами щодо України, знаходиться в Москві (Російська Федерація). Справами України в Габоні відає українське посольство в Сенегалі. У 2007—2011 роках у Лібревілі діяло українське посольство.
У квітні 2011 року відбувся перший офіційний візит в Україну керівника зовнішньополітичного відомства Габону Поля Тунгі. 29 листопада 2014 року, під час XV саміту МОФ у Дакарі, відбулася зустріч міністрів закордонних справ України П. А. Клімкіна та Габону Е. Іссозе Нгонде.

### Державна символіка
- Державний прапор
- Державний герб
- Державний гімн

## Адміністративно-територіальній поділ

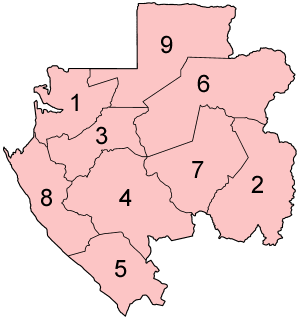

В адміністративно-територіальному відношенні територія держави поділяється на 9 провінцій:
1. Естуер (фр. Estuaire), адміністративний центр у Лебревілі (фр. Libreville);
2. Верхнє Огове (фр. Haut-Ogooué), адм. центр — Франсвіль (Масуку) (фр. Franceville);
3. Середнє Огове (фр. Moyen-Ogooué), адм. центр — Ламбарене (фр. Lambaréné);
4. Нгуні (фр. Ngounié), адм. центр — Муїла (фр. Mouila);
5. Ньянга (фр. Nyanga), адм. центр — Чибанга (фр. Tchibanga);
6. Огове-Івіндо (фр. Ogooué-Ivindo), адм. центр — Макоку (фр. Makokou);
7. Огове-Лоло (фр. Ogooué-Lolo), адм. центр — Куламуту (фр. Koulamoutou);
8. Приморське Огове (фр. Ogooué-Maritime), адм. центр — Порт-Жантіль (фр. Port-Gentil);
9. Волю-Нтем (фр. Woleu-Ntem), адм. центр — Оєм (фр. Oyem).

## Збройні сили
Чисельність збройних сил у 2000 році склала 5 тис. військовослужбовців. Загальні витрати на армію склали 126 млн доларів США.

## Економіка
Габон — індустріальна держава. Валовий внутрішній продукт (ВВП) у 2006 році склав 10,2 млрд доларів США (137-ме місце у світі); що у перерахунку на одну особу становить 7,2 тис. доларів (89-те місце у світі). Промисловість разом із будівництвом становить 59,7 % ВВП держави; аграрне виробництво разом з лісовим господарством і рибальством — 5,9 %; сфера обслуговування — 34,4 % (станом на 2006 рік). Зайнятість активного населення у господарстві країни розподіляється так: 15 % — промисловість і будівництво; 60 % — аграрне, лісове і рибне господарства; 25 % — сфера обслуговування (станом на 2006 рік).
Надходження в державний бюджет Габону за 2006 рік склали 3,1 млрд доларів США, а витрати — 2,2 млрд; профіцит становив 41 %. Завдяки експорту нафти країна є досить заможною на фоні інших сусідніх африканських країн.

### Промисловість
Галузі промисловості: гірничодобувна (нафтова, марганцева, уранова, золотодобувна), харчова, легка, хімічна, судноремонтна.

### Енергетика
За 2004 рік вироблено 1,5 млрд кВт·год електроенергії; загальний обсяг спожитої — 1,4 млрд кВт·год.
У 2005 році споживання нафти склало 269 тис. барелів/доба, природного газу — 100 млн м³, з них усі 100 % власного видобутку.

### Агровиробництво
У сільськогосподарському обробітку знаходиться 19 % площі держави. Головні сільськогосподарські культури: кава, какао, рис, кокоси, арахіс, банани, ямс. Країна не забезпечує себе в повному обсязі продуктами харчування.

### Транспорт
Внутрішній транспорт головним чином автомобільний. Трансгабонська залізнична магістраль зв'язує центри гірничодобувної промисловості і лісозаготівель з узбережжям. Основні морські порти — Овендо (поблизу Лібревіля), Порт-Жантіль, Лібревіль. Габон має у своєму розпорядженні розвинену мережу повітряних сполучень, діють 5 міжнародних і 54 місцевих аеропортів. Національна авіакомпанія «Ейр Габон» здійснює внутрішні і міжнародні авіарейси.

### Туризм
У 1996 році Габон відвідало 0,14 млн іноземних туристів, що дало прибуток у 4 млн доларів США.

### Зовнішня торгівля
Основні торговельні партнери Габону: США, Франція, Китай.
Держава експортує: нафту, марганець, уран, деревину. Основні покупці: США (52,6 %); Франція (6,3 %); Китай (6,2 %). У 2006 році вартість експорту склала 6,7 млн доларів США.
Держава імпортує: промислові вироби й продукти харчування. Основні імпортери: Франція (41 %); США (6,5 %). У 2006 році вартість імпорту склала 1,6 млн доларів США.

## Населення
Населення держави у 2006 році становило 1,4 млн осіб (146-те місце у світі). Густота населення: 4,6 осіб/км² (182-ге місце у світі). Згідно зі статистичними даними за 2006 рік народжуваність 36,2 ‰; смертність 12,3 ‰; природний приріст 23,9 ‰. Населення держави зростало такими темпами: у 1950 році — 430 тис., 1970 — 500 тис., 1980 — 1100 тис. осіб.
Вікова піраміда населення має такий вигляд (станом на 2006 рік):
- діти віком до 14 років — 42,1 % (0,30 млн чоловіків, 0,30 млн жінок);
- дорослі (15—64 років) — 53,9 % (0,38 млн чоловіків, 0,39 млн жінок);
- особи похилого віку (65 років і старші) — 4 % (0,024 млн чоловіків, 0,033 млн жінок).

### Урбанізація
Рівень урбанізованості у 2000 році склав 50 %. Головні міста держави: Лібревіль (365 тис. осіб), Порт-Жантіль (142 тис. осіб), Франсвіль (56 тис. осіб).

### Етнічний склад
Головні етноси, що складають габонську націю: народи банту (фанг — 28,6 %, ешіра, аудома, бакота); французи — 6,7 %; лісові пігмеї — декілька тис. осіб.

### Мови
Державна мова: французька. Значна частина населення говорить місцевими мовами банту: фанг, набі, бакота та ін.

### Релігії
Головні релігії держави: католицтво — 50,1 % населення, протестантизм — 18 %, анімізм (бвіті — суміш із християнськими мотивами) — 19 %, іслам — 1 %.

### Охорона здоров'я
Очікувана середня тривалість життя у 2006 році становила 54,5 роки: для чоловіків — 53,2 років, для жінок — 55,8 років. Смертність немовлят до 1 року становила 54,5 ‰ (станом на 2006 рік). Населення забезпечене місцями в стаціонарах лікарень на рівні 1 ліжко-місце на 280 жителів; лікарями — 1 лікар на 4850 жителів (станом на 1995 рік). 
У 1993 році 72 % населення було забезпечено питною водою.

### Освіта
Рівень письменності у 2006 році становив 63,2 %: 73,7 % серед чоловіків, 53,3 % серед жінок. У країні запроваджено 9-річну обов'язкову освіту.

### Інтернет
У 2006 році всесвітньою мережею Інтернет у Габоні користувались 26 тис. осіб.

## Культура

### Свята
17 серпня — державне свято, День незалежності (1960 рік).